# Стрибки у воду на Чемпіонаті світу з водних видів спорту 2024
Шаблон:Чемпіонат світу з водних видів спорту 2024
Змагання зі стрибків у воду на Чемпіонаті світу з водних видів спорту 2024 тривали з 2 до 10 лютого 2024 року.

## Розклад змагань
Загалом відбудуться змагання в 13-х дисциплінах.
Для всіх змагань вказано місцевий час (UTC+9).
| Дата           | Час   | Дисципліна                                     |
| -------------- | ----- | ---------------------------------------------- |
| 2 лютого 2024  | 10:00 | Трамплін, 1 метр (жінки), попередній раунд     |
| 2 лютого 2024  | 15:00 | Командні змагання                              |
| 2 лютого 2024  | 19:00 | Трамплін, 1 метр (жінки), фінал                |
| 3 лютого 2024  | 10:00 | Трамплін, 1 метр (чоловіки), попередній раунд  |
| 3 лютого 2024  | 16:00 | Змішана синхронна вишка, 10 метрів, фінал      |
| 3 лютого 2024  | 19:00 | Трамплін, 1 метр (чоловіки), фінал             |
| 4 лютого 2024  | 10:00 | Вишка, 10 метрів (жінки), попередній раунд     |
| 4 лютого 2024  | 15:30 | Синхронний трамплін, 3 метри (чоловіки), фінал |
| 5 лютого 2024  | 10:00 | Вишка, 10 метрів (жінки), півфінал             |
| 5 лютого 2024  | 18:30 | Вишка, 10 метрів (жінки), фінал                |
| 6 лютого 2024  | 14:30 | Трамплін, 3 метри (чоловіки), попередній раунд |
| 6 лютого 2024  | 18:00 | Синхронна вишка, 10 метрів (жінки), фінал      |
| 7 лютого 2024  | 10:00 | Трамплін, 3 метри (чоловіки), півфінал         |
| 7 лютого 2024  | 13:00 | Синхронний трамплін, 3 метри (жінки), фінал    |
| 7 лютого 2024  | 18:30 | Трамплін, 3 метри (чоловіки), фінал            |
| 8 лютого 2024  | 10:00 | Трамплін, 3 метри (жінки), попередній раунд    |
| 8 лютого 2024  | 18:30 | Синхронна вишка, 10 метрів (чоловіки), фінал   |
| 9 лютого 2024  | 10:00 | Трамплін, 3 метри (жінки), півфінал            |
| 9 лютого 2024  | 13:00 | Вишка, 10 метрів (чоловіки), попередній раунд  |
| 9 лютого 2024  | 18:30 | Трамплін, 3 метри (жінки), півфінал            |
| 10 лютого 2024 | 10:00 | Вишка, 10 метрів (чоловіки), півфінал          |
| 10 лютого 2024 | 13:30 | Змішаний синхронний трамплін, 3 метри, фінал   |
| 10 лютого 2024 | 18:30 | Вишка, 10 метрів (чоловіки), фінал             |

## Результати

### Чоловіки
| Дисципліна                   | Золото                           | Золото | Срібло                                     | Срібло | Бронза                                   | Бронза |
| ---------------------------- | -------------------------------- | ------ | ------------------------------------------ | ------ | ---------------------------------------- | ------ |
| Трамплін, 1 метр             | Осмар Олвера Ібарра · Мексика    | 431.75 | Лі Шисінь · Австралія                      | 395.70 | Росс Хаслам · Велика Британія            | 393.10 |
| Трамплін, 3 метри            | Ван Цзунюань · Китай             | 538.70 | Сє Сиї · Китай                             | 516.10 | Осмар Олвера Ібарра · Мексика            | 498.40 |
| Вишка, 10 метрів             | Ян Хао · Китай                   | 564.05 | Цао Юань · Китай                           | 553.20 | Олексій Середа · Україна                 | 528.65 |
| Синхронний трамплін, 3 метри | Китай · Ван Цзунюань · Даої Лонг | 442.41 | Італія · Лоренцо Марсалья · Джованні Точчі | 384.24 | Іспанія · Адріан Абадія · Ніколас Гарсія | 383.28 |
| Синхронна вишка, 10 метрів   | Китай · Лянь Цзюньцзє · Ян Хао   | 470.76 | Велика Британія · Том Дейлі · Ноа Вільямс  | 422.57 | Україна · Кірілл Болюх · Олексій Середа  | 406.47 |

### Жінки
| Дисципліна                   | Золото                            | Золото | Срібло                                   | Срібло | Бронза                                                  | Бронза |
| ---------------------------- | --------------------------------- | ------ | ---------------------------------------- | ------ | ------------------------------------------------------- | ------ |
| Трамплін, 1 метр             | Аліша Колой · Австралія           | 260.50 | Грейс Рід · Велика Британія              | 257.25 | Маха Амер · Єгипет                                      | 257.15 |
| Трамплін, 3 метри            | Чан Яні · Китай                   | 354.75 | Чень Ївень · Китай                       | 336.60 | Кім Су Чі · Південна Корея                              | 311.25 |
| Вишка, 10 метрів             | Цюань Хунчань · Китай             | 260.50 | Чень Юйсі · Китай                        | 257.15 | Андреа Спендоліні-Сіріє · Велика Британія               | 257.25 |
| Синхронний трамплін, 3 метри | Китай · Чан Яні · Чень Ївень      | 323.43 | Австралія · Меддісон Кіні · Анабель Сміт | 300.45 | Велика Британія · Ясмін Гарпер · Скарлет Мев Янсен      | 281.70 |
| Синхронна вишка, 10 метрів   | Китай · Чень Юйсі · Цюань Хунчань | 362.22 | Північна Корея · Джо Джін Мі · Кім Мі Ре | 320.70 | Велика Британія · Андреа Спендоліні-Сіріє · Луїс Тулсон | 299.34 |

### Змішані
| Дисципліна                 | Золото                                                                                           | Золото | Срібло                                                                              | Срібло | Бронза                                                               | Бронза |
| -------------------------- | ------------------------------------------------------------------------------------------------ | ------ | ----------------------------------------------------------------------------------- | ------ | -------------------------------------------------------------------- | ------ |
| Трамплін, 3 метри          | Австралія · Домонік Бедгуд · Меддісон Кіні                                                       | 300.93 | Італія · Маттео Санторо · К'яра Пеллакані                                           | 287.49 | Південна Корея · Ї Джа Гйон · Кім Су Чі                              | 285.03 |
| Синхронна вишка, 10 метрів | Китай · Хуан Цзюньцзє · Чжан Цзяці                                                               | 353.82 | Північна Корея · Ім Йонг Мьонг · Джо Джі Мі                                         | 303.96 | Мексика · Кевін Берлін · Алехандра Естуділло                         | 296.13 |
| Команда                    | Велика Британія · Том Дейлі · Скарлетт М'ю Дженсен · Даніель Гудфеллоу · Андреа Спендоліні-Сіріє | 421.65 | Мексика · Габріела Агундес · Рандал Вільярс · Джахір Окампо · Аранца Вазкес Монтано | 455.35 | Австралія · Кессієл Руссо · Меддісон Кіні · Нікіта Хайнс · Лі Шисінь | 432.15 |